# Delturus
Delturus is een geslacht van straalvinnige vissen uit de familie van de harnasmeervallen (Loricariidae).

## Soorten
- Delturus angulicauda (Steindachner, 1877)
- Delturus brevis Reis & Pereira, 2006
- Delturus carinotus (La Monte, 1933)
- Delturus parahybae Eigenmann & Eigenmann, 1889